# Palazzo Bosdari (Ancona)
Palazzo Bosdari è un antico palazzo nobiliare di Ancona, nelle Marche.
Sorge in via Pizzecolli ed è conosciuto per essere, dal 1973, sede della Pinacoteca civica Francesco Podesti.

## Storia e descrizione

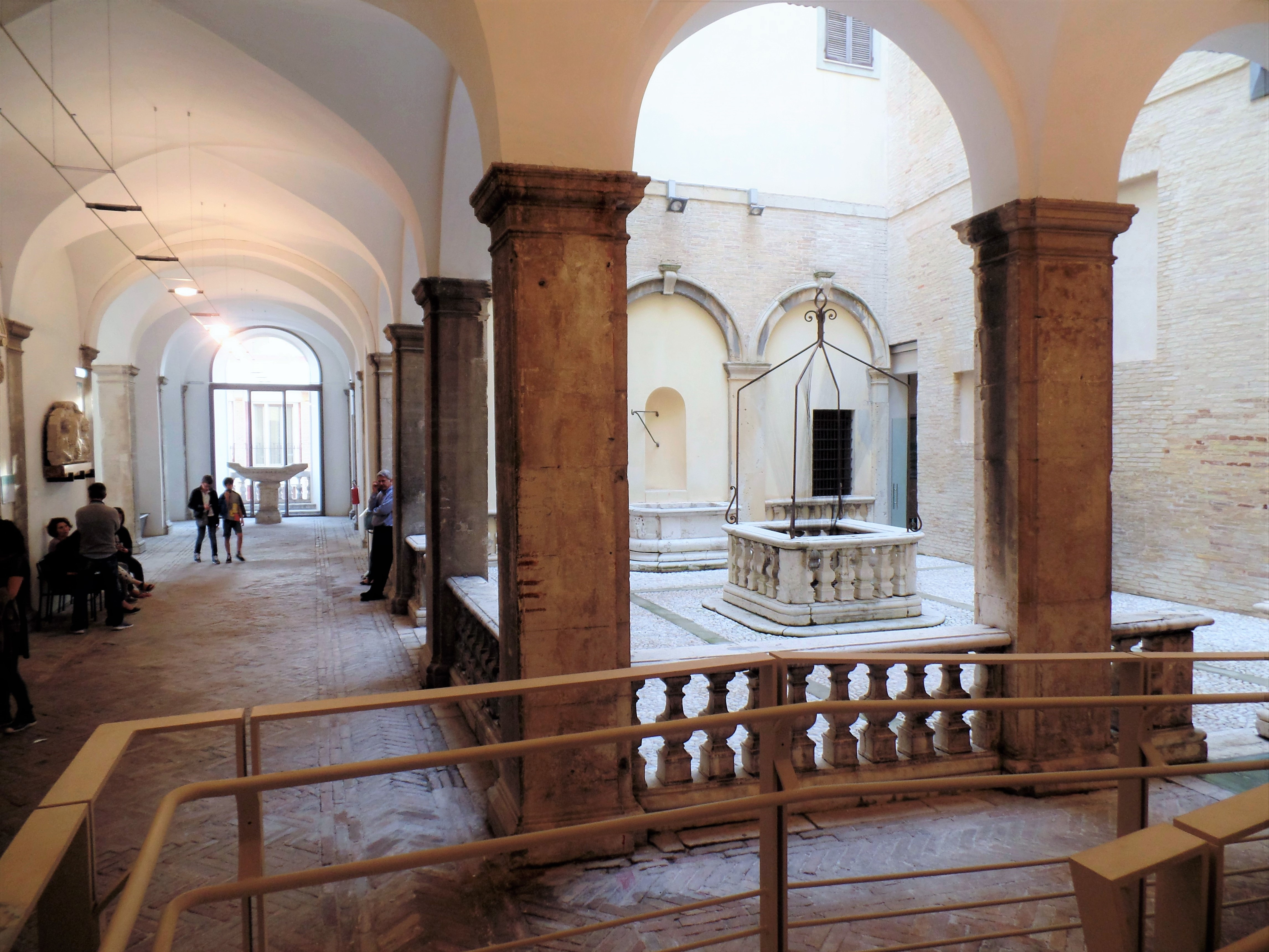
Il cortile interno.

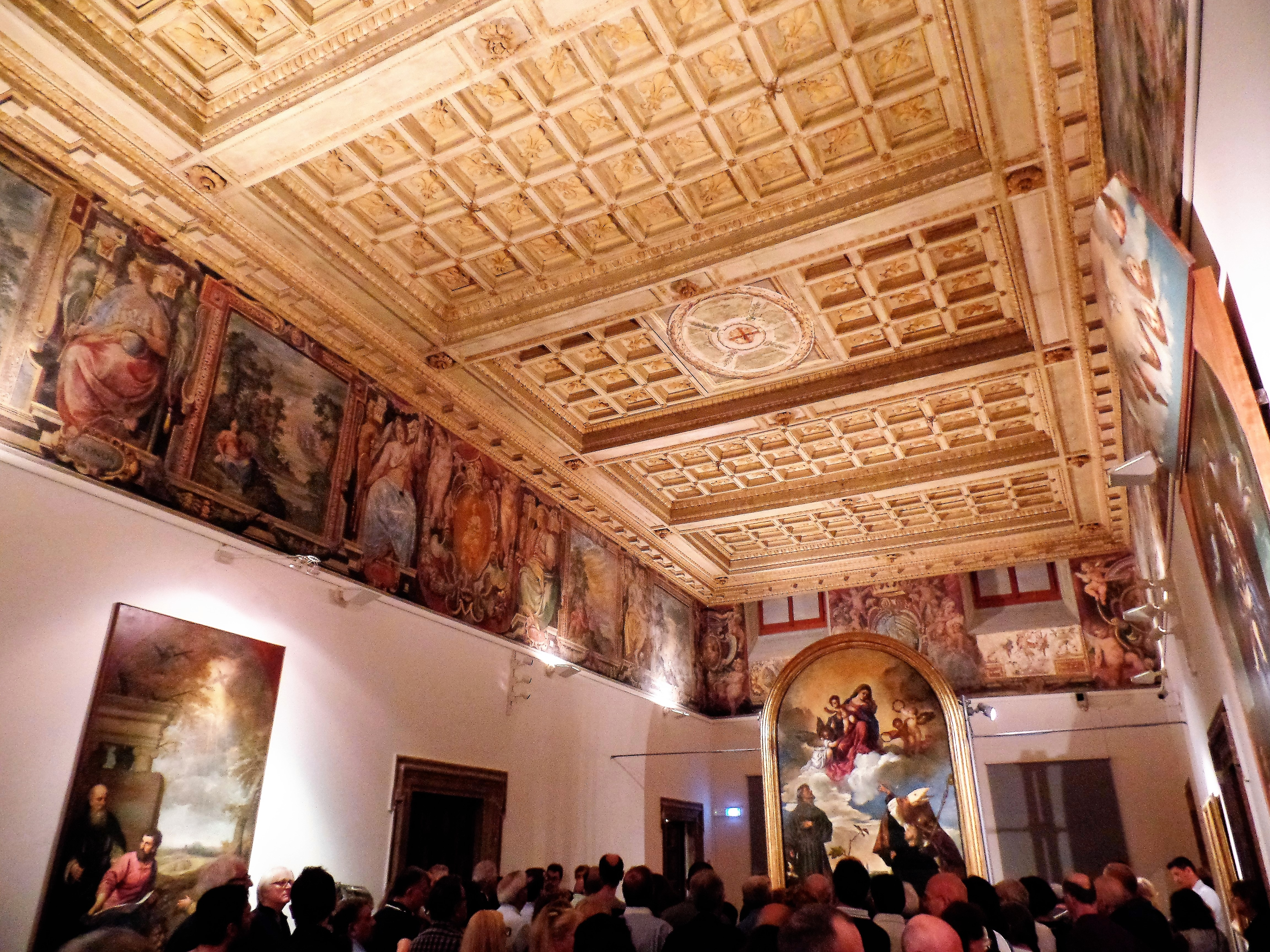
Il salone delle opere del Cinquecento.

Un primo palazzo venne edificato in questo luogo nel XIV secolo, del quale si conserva ancor oggi la base di un torre medievale in pietra calcarea, visibile al piano di vicolo Foschi.
Nel 1550 venne acquistato dal conte Didone Bosdari, ricco mercante la cui famiglia era originaria di Ragusa, in Dalmazia, con ascendenze albanesi o erzegovine.
Nel 1560 iniziarono i lavori di ristrutturazione dell'edificio secondo l'aspetto attuale. Il progetto è attribuito all'artista manierista Pellegrino Tibaldi, che avrebbe eseguito anche gli affreschi del piano nobile. L'attribuzione è dovuta agli elementi in comune con il Palazzo Ferretti, altra dimora nobiliare situata nello stesso rione, ove il Tibaldi operava negli stessi anni.
Nel XVII secolo la famiglia Bosdari si trasferì definitivamente in città e venne aggregata alla nobiltà anconitana nel 1726.
Il palazzo rimase di proprietà della famiglia Bosdari sino agli anni trenta del Novecento, quando passò alla famiglia Giacchetti e infine, nel 1963 fu acquistato dal Comune di Ancona.
Nel 1973 venne aperto al pubblico come sede della Pinacoteca civica.
La facciata principale del palazzo è aperta da tre ordini di finestre e da un portale centrale dai pesanti frontoni. Gli angoli sono a bugnato.
L'edificio è incentrato sul cortile, porticato su due lati, arricchito da due pozzi e con due eleganti portali gemelli in pietra che conducono alle sale del pian terreno. Uno scalone conduce alle sale del piano nobile, affrescato con figure allegoriche, putti e stemmi alternati a «quadri riportati» di paesaggi. Dalla torretta sommitale da cui si può godere di una ampia vista sul rione San Pietro e sul porto.

## Pinacoteca civica di Ancona
Dal 1973 accoglie la Pinacoteca civica, che raccoglie alcuni dipinti di valore universale per la storia dell'arte italiana e altri di grande interesse per la comprensione della pittura nelle Marche dal XIV al XIX secolo.